# Olympische Winterspiele 2018/Ski Nordisch
Bei den XXIII. Olympischen Winterspielen 2018 in Pyeongchang (Südkorea) standen folgende Sportarten im nordischen Skisport auf dem Programm an, die im Einzelnen in eigenen Artikeln dargestellt werden:
| Skilanglauf           | Skilanglauf           |
| Skispringen           | Skispringen           |
| Nordische Kombination | Nordische Kombination |